# Orlov Dol, Haskovo
Orlov Dol (în bulgară Орлов Дол) este un sat în comuna Topolovgrad, regiunea Haskovo,  Bulgaria. 

## Demografie
Componența etnică a satului Orlov Dol
     Romi (28,04%)
     Bulgari (70,92%)
     Nicio identificare (0,41%)
     Altele (0,61%)
La recensământul din 2011, populația satului Orlov Dol era de 485 locuitori. Din punct de vedere etnic, majoritatea locuitorilor (70,92%) erau bulgari, cu o minoritate de romi (28,04%). Pentru 0,41% din locuitori nu este cunoscută apartenența etnică.